# Vincly
Vincly est une commune française située dans le département du Pas-de-Calais en région Hauts-de-France.
La commune fait partie de la communauté de communes du Haut Pays du Montreuillois qui regroupe 49 communes et compte 15 703 habitants en 2021.

## Géographie

### Localisation
Localisée dans le centre du département du Pas-de-Calais, Vincly est une commune drainée par la Lys] et située, à vol d'oiseau, à 5 km au nord-est de la commune de Fruges, à 22 km au sud-est de la commune de Saint-Omer (aire d'attraction) et à 30 km au nord-est de la commune de Montreuil-sur-Mer (chef-lieu d'arrondissement).
Le territoire de la commune est limitrophe de ceux de cinq communes.
Les communes limitrophes sont Reclinghem, Beaumetz-lès-Aire, Bomy, Matringhem et Mencas.

### Géologie et relief
La superficie de la commune est de 4,6 km2 ; son altitude varie de 68  à   184 mètres.

### Hydrographie
Le territoire de la commune est situé dans le bassin Artois-Picardie.
La commune est traversée par trois cours d'eau :
- la Lys, d'une longueur de 134,01 km, qui prend sa source dans la commune de Lisbourg, dans le département du Pas-de-Calais, et se jette dans l'Escaut au niveau de la commune de Gand, en Belgique[4] ;

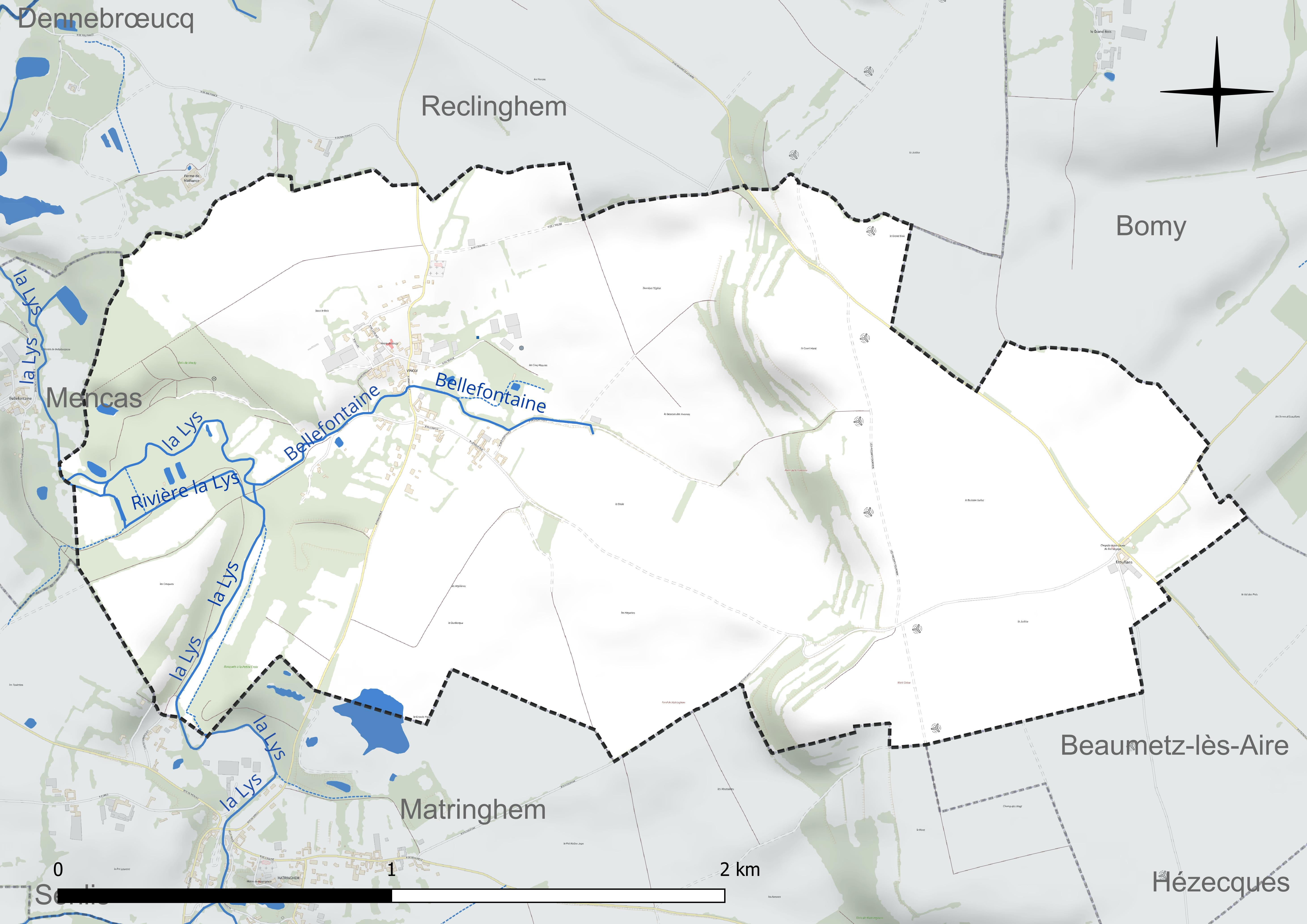
Réseau hydrographique de Vincly.

- la rivière la lys, d'une longueur de 0,8 km, qui prend sa source dans la commune et se jette dans la Lys au niveau de la commune de Mencas[5] ;
- le Bellefontaine, d'une longueur de 1,17 km qui prend sa source dans la commune et se jette dans la Lys au niveau de la commune[6].

### Climat
Pour des articles plus généraux, voir Climat des Hauts-de-France et Climat du Pas-de-Calais.
En 2010, le climat de la commune est de type climat océanique franc, selon une étude du CNRS s'appuyant sur une série de données couvrant la période 1971-2000. En 2020, Météo-France publie une typologie des climats de la France métropolitaine dans laquelle la commune est exposée à un climat océanique et est dans la région climatique Côtes de la Manche orientale, caractérisée par un faible ensoleillement (1 550 h/an) ; forte humidité de l’air (plus de 20 h/jour avec humidité relative > 80 % en hiver), vents forts fréquents.
Pour la période 1971-2000, la température annuelle moyenne est de 10,1 °C, avec une amplitude thermique annuelle de 13,7 °C. Le cumul annuel moyen de précipitations est de 932 mm, avec 13,5 jours de précipitations en janvier et 8,7 jours en juillet. Pour la période 1991-2020, la température moyenne annuelle observée sur la station météorologique la plus proche, située sur la commune de Radinghem à 4 km à vol d'oiseau, est de 10,5 °C et le cumul annuel moyen de précipitations est de 1 038,1 mm,. Pour l'avenir, les paramètres climatiques de la commune estimés pour 2050 selon différents scénarios d'émission de gaz à effet de serre sont consultables sur un site dédié publié par Météo-France en novembre 2022.
| Mois                                  | jan.             | fév.           | mars          | avril           | mai             | juin           | jui.           | août           | sep.          | oct.            | nov.            | déc.           | année      |
| ------------------------------------- | ---------------- | -------------- | ------------- | --------------- | --------------- | -------------- | -------------- | -------------- | ------------- | --------------- | --------------- | -------------- | ---------- |
| Température minimale moyenne (°C)     | 1,6              | 1,6            | 3,3           | 5               | 8               | 10,8           | 12,9           | 13,1           | 10,8          | 8,1             | 4,8             | 2,2            | 6,8        |
| Température moyenne (°C)              | 4                | 4,4            | 6,8           | 9,4             | 12,4            | 15,2           | 17,4           | 17,7           | 14,9          | 11,4            | 7,4             | 4,5            | 10,5       |
| Température maximale moyenne (°C)     | 6,4              | 7,1            | 10,2          | 13,8            | 16,8            | 19,6           | 22             | 22,2           | 19            | 14,7            | 9,9             | 6,9            | 14         |
| Record de froid (°C) date du record   | −13,8 02.01.1997 | −14,6 04.02.12 | −10 04.03.05  | −3,8 02.04.1996 | −0,7 05.05.1996 | 1,4 02.06.1991 | 5,7 07.07.1996 | 6,6 13.08.1993 | 3 17.09.1994  | −4,3 29.10.1997 | −7,8 23.11.1998 | −12,3 18.12.10 | −14,6 2012 |
| Record de chaleur (°C) date du record | 15 01.01.22      | 18,4 26.02.19  | 23,2 31.03.21 | 25,5 20.04.18   | 30,2 27.05.05   | 32,8 21.06.17  | 40,4 25.07.19  | 36,7 10.08.03  | 32,1 09.09.23 | 28,1 01.10.11   | 20 01.11.15     | 15,7 30.12.22  | 40,4 2019  |
| Précipitations (mm)                   | 97,7             | 84,7           | 71,6          | 60,1            | 69,5            | 70,3           | 72,9           | 83,6           | 76,9          | 107,8           | 118,6           | 124,4          | 1 038,1    |

### Paysages
Pour un article plus général, voir Paysage en France.
La commune s'inscrit dans les « paysages des hauts plateaux artésiens » tels qu’ils sont définis dans l’atlas de paysages de la région Nord-Pas-de-Calais, conçu par la direction régionale de l'Environnement, de l'Aménagement et du Logement (DREAL),.
Ces paysages, qui concernent 77 communes du Pas-de-Calais, se situent à l'extrémité ouest des collines de l'Artois qui traversent le Pas-de-Calais d'Arras au Boulonnais. L'altitude de ces paysages dépassent les 180 mètres. Ces dimensions sont modestes, d'une quinzaine de kilomètres du sud-est au nord-ouest et d'une vingtaine de kilomètres dans sa dimension la plus grande.
Ces « paysages des hauts plateaux artésiens », appelés aussi « Haut Artois », se caractérisent par trois ensembles écopaysagers : 
- l'ensemble mésophile ouvert du plateau artésien calcaire ;
- l'ensemble alluvial des fonds de vallée de la Lys et de l'Aa ;
- l'ensemble calcicole des versants calcaires des vallées[14].

Le « Haut Artois » dispose d'une importante densité de corridors biologiques bien interconnectés.
Dans le « Haut Artois », pas de villes, c'est une des rares terres rurales de la région, les communes les plus importantes sont, du nord au sud, Lumbres, Fauquembergues et Fruges. Le « Haut Artois », drainé par l'Aa et la Lys, constitue le sommet de l'anticlinal artésien, paysage ventée, froid et aux précipitations importantes qui en font le château d'eau régional.
Leș cultures représentent environ 60 % des sols, les prairies entre 26 et 27 %, les bois de 5 à 8 % et les villages et bourgs de 5 à 8 %, l'industrie y est peu présente.

### Milieux naturels et biodiversité

#### Zones naturelles d'intérêt écologique, faunistique et floristique
L’inventaire des zones naturelles d'intérêt écologique, faunistique et floristique (ZNIEFF) a pour objectif de réaliser une couverture des zones les plus intéressantes sur le plan écologique, essentiellement dans la perspective d’améliorer la connaissance du patrimoine naturel national et de fournir aux différents décideurs un outil d’aide à la prise en compte de l’environnement dans l’aménagement du territoire.
Le territoire communal comprend une ZNIEFF de type 1 : la Haute Lys et ses végétations alluviales en amont de Thérouanne. D'une altitude variant de 38  à   153 mètres et d'une superficie de 1 053 hectares, ce site correspond au fond de vallée et à quelques versants, depuis les sources jusqu’à la commune de Thérouanne.
et une ZNIEFF de type 2 : la haute vallée de la Lys et ses versants en amont de Thérouanne. L’entité paysagère de la haute vallée de la Lys et ses versants s’étire sur une vingtaine de kilomètres du Nord au Sud pour moins de dix d’Est en Ouest dans le Haut Artois.

Carte des ZNIEFF de type 1 et 2 sur la commune
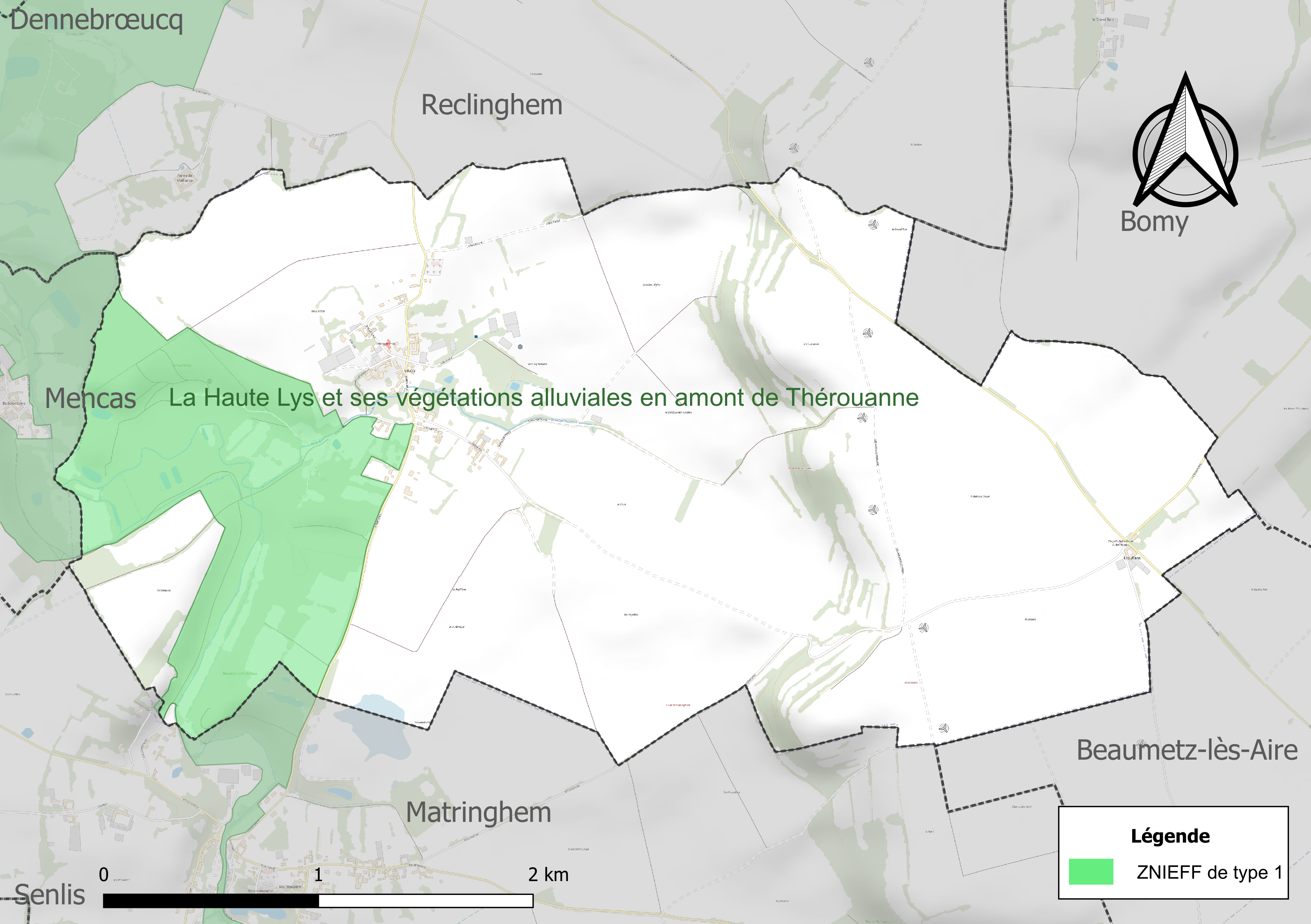
Carte de la ZNIEFF de type 1 sur la commune.
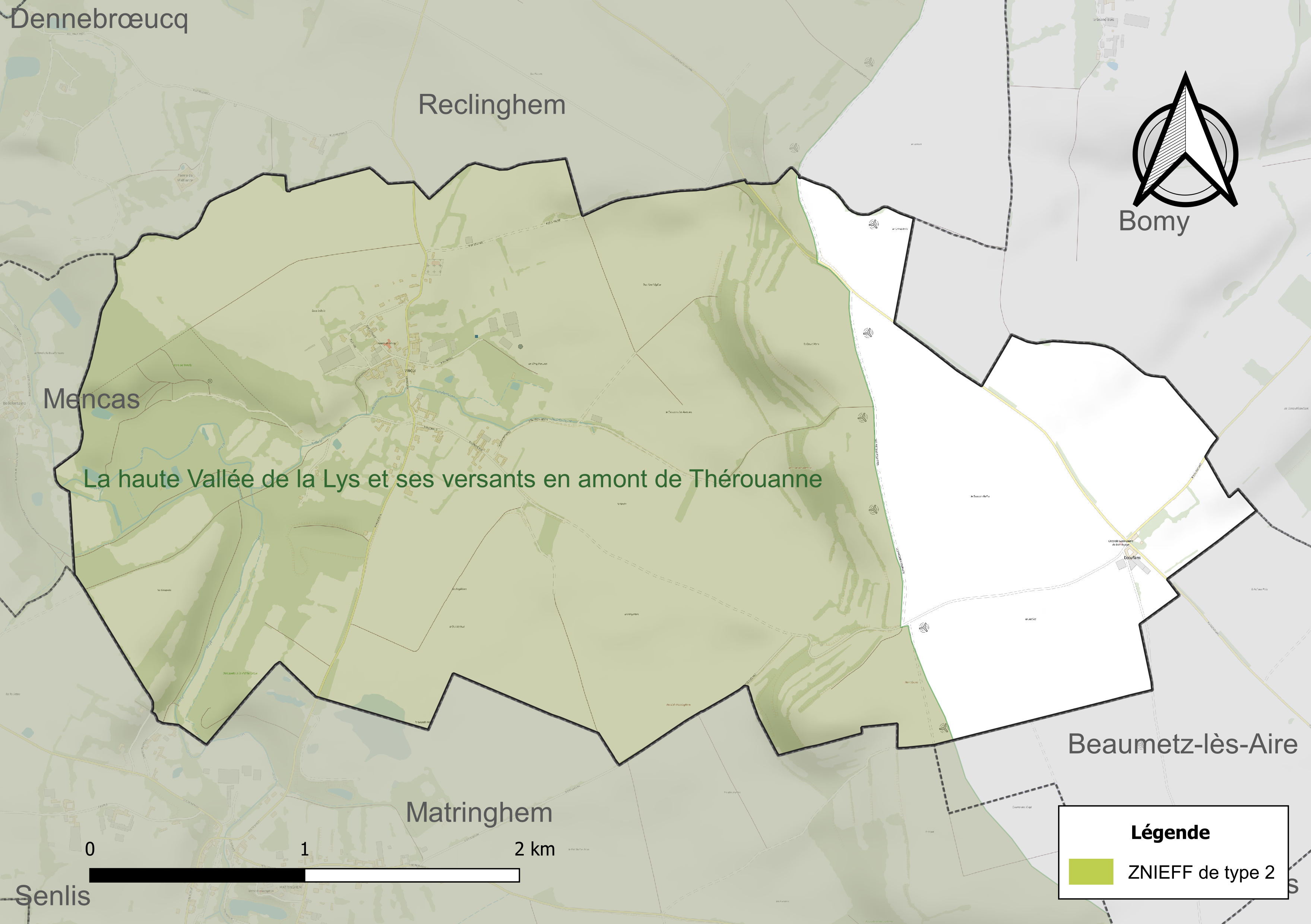
Carte de la ZNIEFF de type 2 sur la commune.

## Urbanisme

Entrée de la commune.

### Typologie
Au 1er janvier 2024, Vincly est catégorisée commune rurale à habitat dispersé, selon la nouvelle grille communale de densité à sept niveaux définie par l'Insee en 2022.
Elle est située hors unité urbaine. Par ailleurs la commune fait partie de l'aire d'attraction de Saint-Omer, dont elle est une commune de la couronne,. Cette aire, qui regroupe 79 communes, est catégorisée dans les aires de 50 000 à moins de 200 000 habitants,.

### Occupation des sols
L'occupation des sols de la commune, telle qu'elle ressort de la base de données européenne d’occupation biophysique des sols Corine Land Cover (CLC), est marquée par l'importance des territoires agricoles (89,4 % en 2018), une proportion sensiblement équivalente à celle de 1990 (89,6 %). La répartition détaillée en 2018 est la suivante : 
terres arables (65,5 %), prairies (14,9 %), forêts (10,3 %), zones agricoles hétérogènes (9 %), zones urbanisées (0,2 %). L'évolution de l’occupation des sols de la commune et de ses infrastructures peut être observée sur les différentes représentations cartographiques du territoire : la carte de Cassini (XVIIIe siècle), la carte d'état-major (1820-1866) et les cartes ou photos aériennes de l'IGN pour la période actuelle (1950 à aujourd'hui).

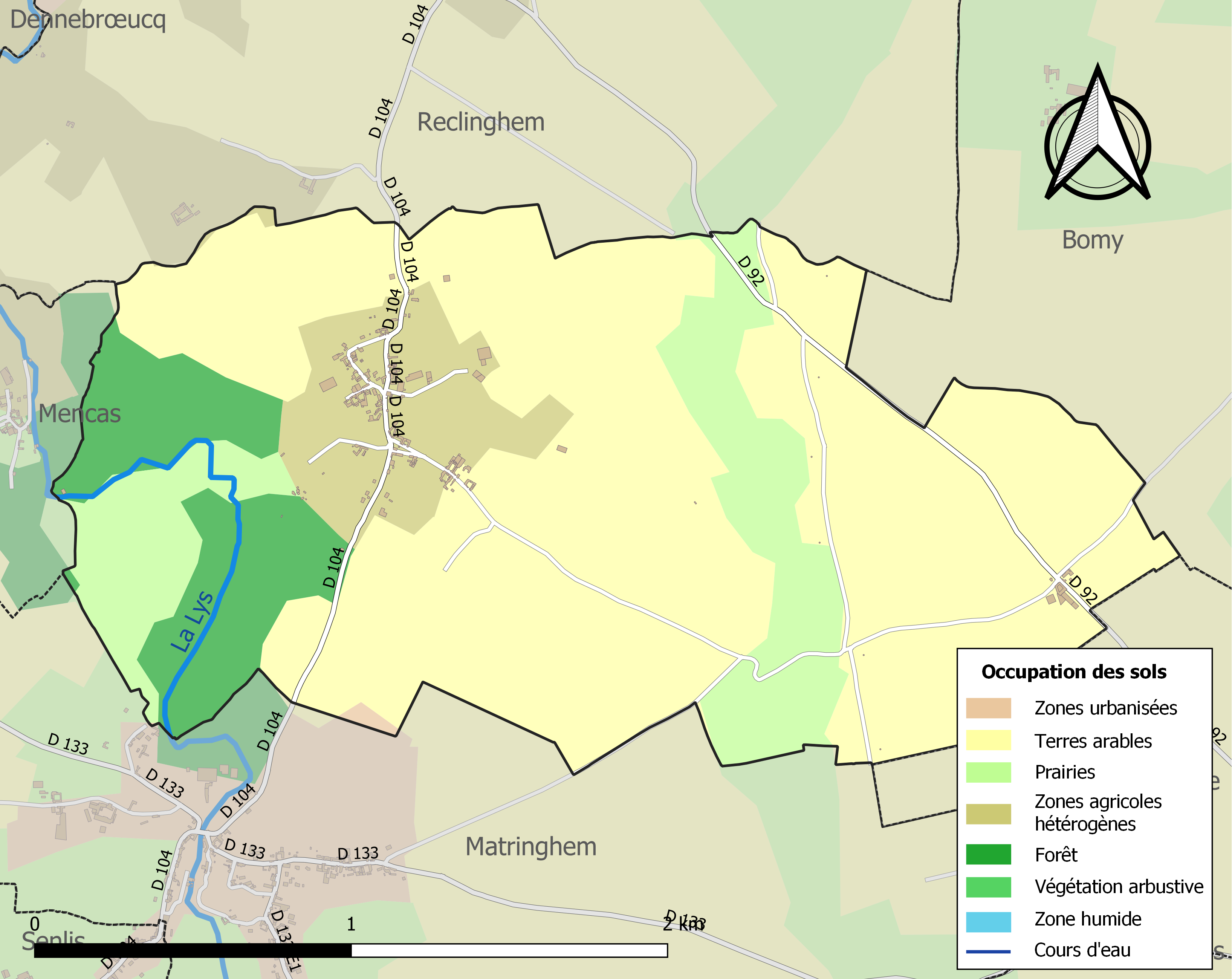
Carte des infrastructures et de l'occupation des sols de la commune en 2018 (CLC).

### Risques naturels et technologiques

#### Risque inondation
À la suite du passage des tempêtes Ciarán, Domingos et Elisa et des inondations et coulées de boue qui se sont produites, la commune est reconnue, par arrêté du 14 novembre 2023, en état de catastrophe naturelle pour inondations et coulées de boue sur la période du 2 au 12 novembre 2023, comme 179 autres communes du département.

## Toponymie
Le nom de la localité est attesté sous les formes Wencli (1192-1207), Wenclii (vers 1420), Wincly (1429), Vencly (1528), Wencly (1706), Winchy (1720).
Viendrait de l'anthroponyme germanique Winigelt ou Winigidlis.

## Histoire
En 1217, Arnould de Vincly est un des douze pairs (pairie) de l'évêque de Thérouanne.

## Politique et administration

### Découpage territorial
La commune se trouve dans l'arrondissement de Montreuil du département du Pas-de-Calais.

#### Commune et intercommunalités
La commune est membre de la communauté de communes du Haut Pays du Montreuillois.

#### Circonscriptions administratives
La commune est rattachée au canton de Fruges.

#### Circonscriptions électorales
Pour l'élection des députés, la commune fait partie de la quatrième circonscription du Pas-de-Calais.

### Élections municipales et communautaires

#### Liste des maires
| Période                                  | Période                     | Identité                    | Étiquette | Qualité                          |
| ---------------------------------------- | --------------------------- | --------------------------- | --------- | -------------------------------- |
| Les données manquantes sont à compléter. |                             |                             |           |                                  |
| 1995                                     | mai 2020                    | Edwige Henneguelle Filliere | DVD       | Réélue pour le mandat 2014-2020, |
| 23 mai 2020                              | En cours (au 13 avril 2022) | Gilles Henneguelle          |           | Ancien employé,                  |

## Population et société

### Démographie

#### Évolution démographique
L'évolution du nombre d'habitants est connue à travers les recensements de la population effectués dans la commune depuis 1793. Pour les communes de moins de 10 000 habitants, une enquête de recensement portant sur toute la population est réalisée tous les cinq ans, les populations de référence des années intermédiaires étant quant à elles estimées par interpolation ou extrapolation. Pour la commune, le premier recensement exhaustif entrant dans le cadre du nouveau dispositif a été réalisé en 2008.

En 2022, la commune comptait 149 habitants, en évolution de −3,25 % par rapport à 2016 (Pas-de-Calais : −0,72 %, France hors Mayotte : +2,11 %).
| 1793 | 1800 | 1806 | 1821 | 1831 | 1836 | 1841 | 1846 | 1851 |
| ---- | ---- | ---- | ---- | ---- | ---- | ---- | ---- | ---- |
| 276  | 272  | 301  | 304  | 306  | 302  | 319  | 333  | 302  |

| 1856 | 1861 | 1866 | 1872 | 1876 | 1881 | 1886 | 1891 | 1896 |
| ---- | ---- | ---- | ---- | ---- | ---- | ---- | ---- | ---- |
| 274  | 260  | 252  | 268  | 260  | 249  | 255  | 237  | 220  |

| 1901 | 1906 | 1911 | 1921 | 1926 | 1931 | 1936 | 1946 | 1954 |
| ---- | ---- | ---- | ---- | ---- | ---- | ---- | ---- | ---- |
| 220  | 209  | 218  | 200  | 202  | 207  | 208  | 191  | 193  |

| 1962 | 1968 | 1975 | 1982 | 1990 | 1999 | 2006 | 2008 | 2013 |
| ---- | ---- | ---- | ---- | ---- | ---- | ---- | ---- | ---- |
| 187  | 176  | 146  | 142  | 141  | 121  | 146  | 153  | 156  |

| 2018 | 2022 | - | - | - | - | - | - | - |
| ---- | ---- | - | - | - | - | - | - | - |
| 161  | 149  | - | - | - | - | - | - | - |

#### Pyramide des âges
En 2018, le taux de personnes d'un âge inférieur à 30 ans s'élève à 37,8 %, soit au-dessus de la moyenne départementale (36,7 %). À l'inverse, le taux de personnes d'âge supérieur à 60 ans est de 21,1 % la même année, alors qu'il est de 24,9 % au niveau départemental.
En 2018, la commune comptait 80 hommes pour 81 femmes, soit un taux de 50,31 % de femmes, légèrement inférieur au taux départemental (51,50 %).
Les pyramides des âges de la commune et du département s'établissent comme suit.
| Hommes | Classe d’âge | Femmes |
| ------ | ------------ | ------ |
| 0,0    | 90 ou +      | 1,2    |
| 5,0    | 75-89 ans    | 7,4    |
| 12,5   | 60-74 ans    | 16,0   |
| 21,3   | 45-59 ans    | 18,5   |
| 22,5   | 30-44 ans    | 19,8   |
| 17,5   | 15-29 ans    | 14,8   |
| 21,3   | 0-14 ans     | 22,2   |

| Hommes | Classe d’âge | Femmes |
| ------ | ------------ | ------ |
| 0,5    | 90 ou +      | 1,6    |
| 5,6    | 75-89 ans    | 8,9    |
| 16,7   | 60-74 ans    | 18,1   |
| 20,2   | 45-59 ans    | 19,2   |
| 18,9   | 30-44 ans    | 18,1   |
| 18,2   | 15-29 ans    | 16,2   |
| 19,9   | 0-14 ans     | 17,9   |

## Culture locale et patrimoine

### Lieux et monuments

L'église Saint-Thomas-de-Canterbury.

- L'église Saint-Thomas-de-Canterbury.
- Ligne de 12 éoliennes à la limite avec Bomy et Reclinghem, atteignant 101 m de haut. Un autre groupe d'éoliennes lui fait face du côté de Fauquembergues.

### Héraldique
| Blason de Vincly | Blason  | Fascé d'argent et de gueules, les fasces d'argent chargées de huit merlettes de sable, ordonnées 3, 2 et 3. |
| Blason de Vincly | Détails | Combinaison des armes : - de la famille d'Assignies, qui posséda le village jusqu'à la fin du XVIIe siècle, avant la vente de celui-ci, en 1685, par Jean-Baptiste d'Assignies, marquis de Vincly, à Charles de La Haye, comte d'Hézecques. Cette famille portait « fascé de gueules et de vair de huit pièces » ; - de la famille de La Haye, qui portait « d'argent au chevron de sable accompagné de trois merlettes du même ». Le statut officiel du blason reste à déterminer. |

## Pour approfondir

#### Bases de données, dictionnaires et encyclopédies
- Ressources relatives à la géographie :   - Insee (communes)
  - Ldh/EHESS/Cassini
- Ressource relative à plusieurs domaines :   - Annuaire du service public français
- Notices d'autorité :   - BnF (données)